# Specimen historiæ plantarum
Specimen historiæ plantarum es un libro con ilustraciones y descripciones botánicas que fue escrito por el médico y botánico francés Paul Reneaulme. Fue publicado en París en año 1611.
Es un volumen de 150 páginas de texto, escrito en latín, y griego, que contiene la descripción de 108 plantas de especies o variedades, con 25 placas de página completa intercaladas en el texto, en representación de 49 especies de plantas. Este libro presenta una taxonomía de prueba y nomenclatura sistemática, con géneros, subgéneros y especies.